# ایشتوان ژولت
ایشتوان ژولت (مجاری: István Zsolt; ۲۱ ژوئن ۱۹۲۱ – ۷ مهٔ ۱۹۹۱) داور فوتبال اهل مجارستان بود.
وی داور مسابقات مهمی همچون جام جهانی فوتبال ۱۹۴۵، ۱۹۵۸ و ۱۹۶۶ و همین‌طور بازی‌های المپیک تابستانی ۱۹۵۲، ۱۹۶۰، ۱۹۶۴ و ۱۹۶۸ بوده است.